# Ньошатель

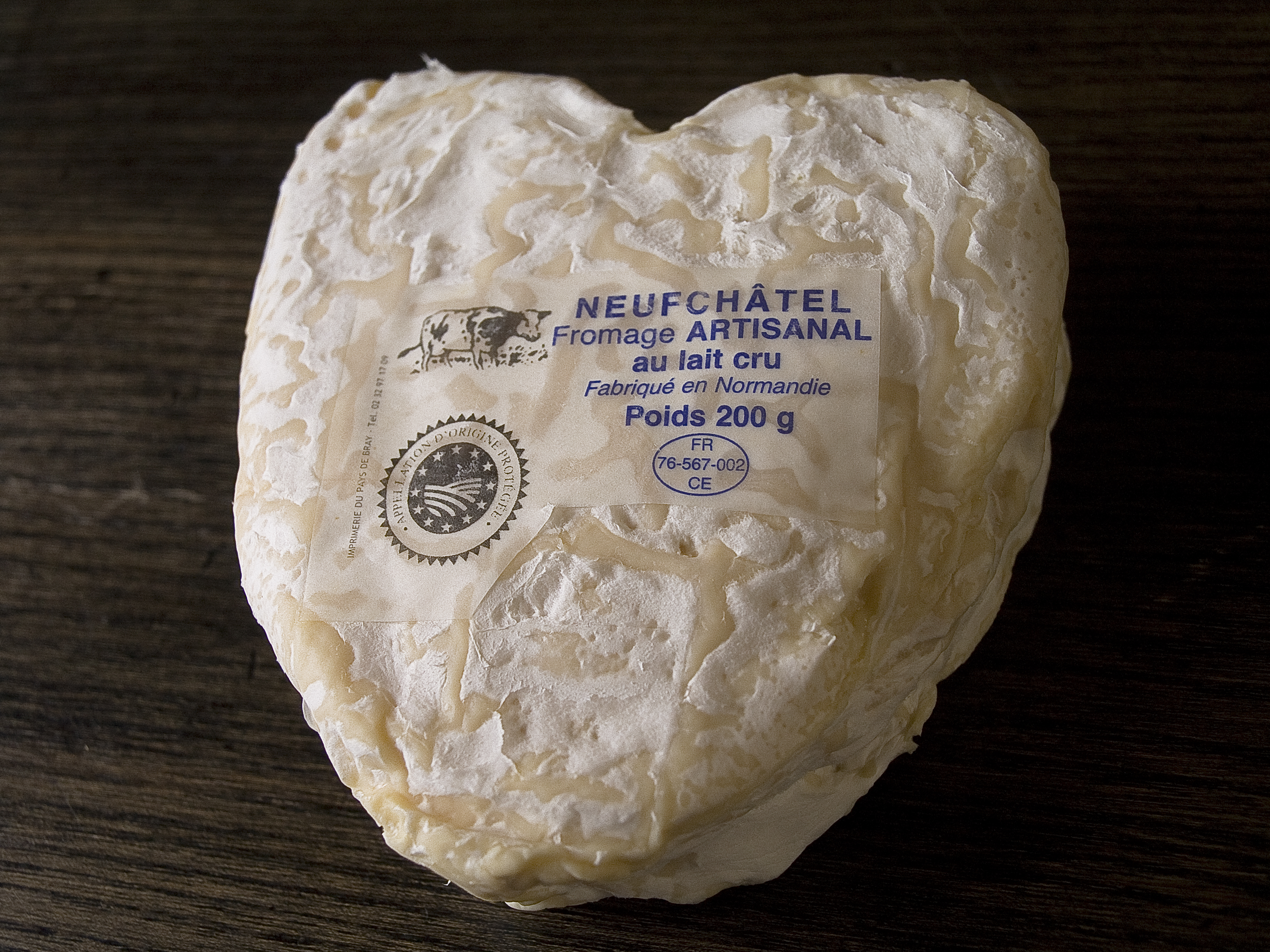

Ньошате́ль (фр. Neufchâtel) — французький сир із коров'ячого молока, виробляється у Верхній Нормандії. Він має суху скоринку, що покрита білою пухнастою пліснявою, пружну м'якоть із ароматом і ніжним смаком грибів. Ньошатель має зернисту структуру жирність близько 45 %. Сир отримав свою назву від села Ньошатель-ан-Бре. Вважається, що це найдавніший сир Нормандії.

## Виготовлення
В даний час сир виробляють практично за тією ж технологією, що і багато століть тому. Молоко розливають в ємності при температурі близько 20 °C, додають сичужну сироватку і молочні ферменти, після чого залишають молоко згортатися на 24–36 годин. Потім сироватку зливають і додають грибок penicillium candidum. Отриману масу пресують у формах і розміщують на дерев'яних стелажах, потім солять вручну і відправляють в підвал для дозрівання за температури 12–14 °C і вологості 95 %. За 10 днів сир вже готовий, але для того, аби вийшов сир з більш гострим смаком, сухою їстівною скоринкою і низькою жирністю (близько 20 %), — термін дозрівання продовжують до 10 тижнів.
У сиру Ньошатель існує шість традиційних форм:
| Вид головки                       | Розміри, см | Товщина, см | Вага, г |
| --------------------------------- | ----------- | ----------- | ------- |
| «Квадрат» (фр. carré)             | 6,5 x 6,5   | 2,4         | 100     |
| «Брикет» (фр. briquette)          | 5 x 7       | 3           | 100     |
| «Барильце» (фр. bondon)           | діаметр 4,5 | 6,5         | 100     |
| «Подвійне барильце» (фр. bondard) | діаметр 5,8 | 8           | 200     |
| «Серце» (фр. coeur)               | 10 x 8,5    | 3,2         | 200     |
| «Велике серце» (фр. grand coeur)  | 14 x 10,5   | 5           | 600     |

Сир виготовляють з квітня по листопад.
Ньошатель подають наприкінці обіду перед десертом. Його вживають зі свіжим хлібом з хрусткою скоринкою і червоними винами Côtes du Rhône, Beaujolais, Pomerol чи Saint-Emilion.